# Nate Jaqua
Jonathan Jaqua, detto Nate (Eugene, 28 ottobre 1981), è un ex calciatore statunitense, di ruolo attaccante.

## Palmarès

### Competizioni nazionali
- Campionato MLS: 1

Houston Dynamo: 2007
- Lamar Hunt U.S. Open Cup: 3

Seattle Sounders: 2009, 2010, 2011

### Individuale
- Capocannoniere della Lamar Hunt U.S. Open Cup

Lamar Hunt U.S. Open Cup 2010 (5 reti)